# جریان ریتمیک
در نوازندگی درام، جریان ریتمیک یا همان گروو (به انگلیسی: Groove) یک عبارت تکرارشونده است که ریتم اصلی و تمپوی اثر موسیقی را تعیین می‌کند.
جریان ریتمیک و فیل‌ها (به انگلیسی: Fills) اجزای اصلی موسیقی اجرا شده برروی درام‌ست هستند و در ترکیب با یکدیگر و با همراهی تکنیک‌های مقدماتی مانند فلم‌ها (به انگلیسی: Flams) مبانی یادگیری نوازندگی درام‌ست را تشکیل می‌دهند.
برای یک درامر، مفهوم گروو معادل مفهوم ریف یا همان موتیف برای یک گیتاریست است.